# Nils Schiørring
|  | Niels Schiørring, 1743 - 6. februar 1798 var en dansk musiker, mest kendt for sin Koralbog fra 1783 |
Nils Schiørring, R1 (født 10. april 1910 på Frederiksberg, død 3. oktober 2001 sammesteds) var en dansk musikforsker, søn af kgl. koncertmester Johannes Schiørring og Karen Pullich.
Nils Schiørring var en dansk musikforsker, der var professor i musik ved Københavns Universitet 1954-80 og særlig havde dansk musik som sit felt. Han blev dr. phil. 1950 på afhandlingen Det 16. og 17. århundredes verdslige danske visesang og var hovedforfatter til trebindsværket Musikkens historie i Danmark (Politiken 1977-78). Han var i mange år musikanmelder ved Berlingske Tidende. 
I 1960'erne udgav han med Thorkild Knudsen flerbindsværket Folkevisen i Danmark.

## Kronologi
- Student fra Metropolitanskolen, København, 1928
- Mag.art. (studerede hos Erik Abrahamsen, Jens Peter Larsen), Københavns Universitet, 1928-1933
- Uddannet Cellist (Studerede hos Louis Jensen), Københavns Universitet, 1928-1933
- Cellist ved Det unge tonekunstnerselskabs orkester, 1930'erne
- Volontør ved Musikhistorisk Museum, København 1932-1933
- Assistent ved Musikhistorisk Museum, København, 1933-1953
- Programassistent ved Danmarks Radios Musikafdeling, København, 1938-1939
- Musik- og teaterkritiker ved Nationaltidende, København, 1939-1949
- Bestyrelsesmedlem, Journalistforbundet 1948-1950, 1951-1956 (næstformand 1952-1953)
- Redaktør, Musik- og teaterkritiker ved Berlingske Tidende, København, 1949 – ca. 1990
- Bestyrelsesmedlem ved Musikhistorisk Museum, København, 1949-1954
- Bestyrelsesmedlem ved Carl Claudius’ Samling, København, 1951-1956
- Konsulent, Folkemusik og musikvidenskab ved Dansk Folkemindesamling, København, 1953-1974
- Bestyrelsesmedlem, Dansk selskab for musikforskning, 1954-1974
- Professor i Musikvidenskab ved Københavns Universitet, 1954-1980
- Formand for bestyrelsen ved Musikhistorisk Museum, København, 1954- 1980
- Bestyrelsesmedlem, Dansk Selskab for Musikforskning, København, 1954
- Formand for bestyrelsen ved Carl Claudius’ Samling, København, 1956-1980
- Bestyrelsesmedlem, Foreningen Danmarks Folkeminder, København, 1957
- Bestyrelsesmedlem, Dansk Folkeminderåd, 1958
- Bestyrelsesmedlem, Nordisk Institut for folkedigtning, 1959-1980
- Bestyrelsesmedlem/formand Tagea Brandts Rejselegat, 1961- 1990
- Medlem af Det Kongelige Danske Videnskabernes Selskab, København, 1962-2001
- Bestyrelsesmedlem, Sonning-Fonden, 1964-1980
- Medlem af komiteen for Nordisk Råds Musikpris, 1965-1974
- Formand for Udvalget for Tonekunsten under Statens Kunstfond, 1965-1967
- Bestyrer ved Musikvidenskabeligt institut, Københavns Universitet, ca 1967-?
- Jakob Gades Legat, 1970-2001

## Udgivelser
- Stilen i J.A.P Schultz`og Fl.A.E. Kunzens viser, Københavns Universitets Prisopgave (tildelt Accessit), 1934
- Gamle danske viser I-IV, 1941-1942, sammen med Arthur Arnholtz og Finn Viderø
- Melodierne til Thomas Kingos Samlede Skrifter III, 1939 og VII, 1945. samt 1975
- Musikhistorisk Arkiv, 1939/1979, Melodistoffet til Danske viser fra adelsvisebøger og Flyveblade 1530-1630 (1912-1931) ved H. Grüner-Nielsen
- Redaktør af Dansk Musiktidskrift, København, 1943-1945
- Det 16. og 17. århundredes verdslige danske visesang I-II, En efterforskning efter det anvendte melodistofs kår og veje, 1950
- Selma Nielsens Viser, 1956
- Allamande og fransk ouverture, Københavns Universitets Festskrift i anledning af kongens fødselsdag 11. marts 1957
- Musikkens veje, Berlingske Leksikon Bibliotek, bd. 8, 1959
- Folkevisen i Danmark I-VIII, 1961-1968, sammen med Thorkild Knudsen
- Medredaktør af Dansk Årbog for Musikforskning, 1961-1972
- Carl Nielsen sange, bidrag til mindebog om Carl Nielsen under redaktion af Jürgen Balzer, 1965
- Lettres à la maison de son enfance (August Bournonville), København 1669-1978, Det Danske Sprog- og Litteraturselskab sammen med Svend Kragh-Jacobsen
- Danmarks gamle Folkeviser XI, 1976 (oprindelig udgivet 1959) sammen med Thorkild Knudsen og Svend Nielsen
- Musikkens Historie i Danmark I-III, København, 1977-1978, Politikens Forlag
- Bidrag til Dansk biografisk Leksikon
- Bidrag til Sohlmanns musiklexikon
- Bidrag til Die Musik in Geschichte und Gegenwart

## Ægteskab
- 31. oktober 1941 – 21. Marts 1945, Frederiksberg, gift med Kunstner Alice Berger( 18. November 1912 – 21. Marts 1945). Datter af grosserer Knud Lauritz Berger(1980-1945) og Karen Sofie Gerdine Hansen (1888-1938)
- 3. april 1951, Frederiksberg, gift med Redaktionssekretær ved Nationaltidende Eva Mukke Lund født Brøndberg-Jørgensen (19. April 1920 – 5. December 1994). Datter af sagfører, cand.jur. Peter Einar Brøndberg-Jørgensen (9. Oktober 1885, Århus – 24. December 1929, Grindsted) og Marry Hansigne Nelly Louise Jeppesen (3. Marts 1893, københavn – 26. Januar 1964, københavn)